# Adrenaline Mob
Adrenaline Mob é um supergrupo de heavy metal formado em 2011 pelo cantor Russell Allen (Symphony X), o guitarrista Mike Orlando e o baterista Mike Portnoy (Ex-Dream Theater, Flying Colors, The Winery Dogs).

## História
A banda tocou pela primeira vez em 24 de junho de 2011 no Hiro Ballroom em Nova Iorque, com o baixista Paul DiLeo (Fozzy) e o guitarrista Rich Ward (Stuck Mojo/Fozzy). Em 27 de junho, eles lançaram um vídeo no YouTube com um cover da canção "The Mob Rules", do Black Sabbath, com o intuito de promover a banda. O primeiro álbum do grupo, Omertá, foi anunciado no último dia de 2011, na página do Facebook deles, com previsão de lançamento para 13 de março de 2012.
Em 7 de janeiro de 2012, a banda nunciou a saída de Rich Ward e Paul DiLeo devido a conflitos de agenda com suas outras bandas. Em 8 de fevereiro de 2012, John Moyer (Disturbed) foi anunciado como o novo baixista, que fará sua estreia de palco em  12 de março, no Hiro Ballroom, na véspera do lançamento do álbum de estreia do grupo.
Em 4 de junho de 2013, o baterista e fundador Mike Portnoy anunciou que, devido a conflitos em sua agenda, ele deixará a banda após os quatro shows que deverão ocorrer na América Latina em junho.
Em 19 de agosto de 2014, a banda anunciou em sua página oficial no Facebook a chegada de Erik Leonhard (Tantric) como novo baixista para substituir John Moyer (Disturbed).
Em 20 de março de 2015, foi anunciada a morte do baterista A. J. Pero, que havia substituído Mike Portnoy. Pero faleceu no ônibus da banda durante uma turnê em 2015, vitima de um ataque cardíaco. Após seu falecimento, Chad Szeliga (Black Label Society, Breaking Benjamin) assume o comando das baquetas do grupo.
Para o álbum We the People de 2017, uma nova formação foi adotada, com Jordan Cannata e David Zablidowsky. Menos de dois meses após o lançamento do álbum, outro membro morreria em meio a turnê. Em 14 de julho do mesmo ano, a van do grupo encostou numa estrada para trocar um pneu furado. Um caminhão saiu da pista enquanto o problema era resolvido e acertou a van, matando David e deixando três passageiros ainda não identificados em estado grave. Havia outras cinco pessoas no veículo, além dos quatro membros da banda.

## Integrantes

### Formação atual
- Russell Allen - vocais (2011–atualmente)
- Mike Orlando - guitarra (2011–atualmente)
- Jordan Cannata - bateria (2017-atualmente)

### Ex-integrantes
- David Zablidowsky - baixo (2017, sua morte)
- Chad Szeliga - bateria (2015-2016)
- Erik Leonhardt - baixo (2014–2016)
- A. J. Pero - bateria, percussão (2013-2015, sua morte)
- John Moyer - baixo (2012–2014)
- Mike Portnoy - bateria, percussão (2011–2013)
- Paul DiLeo - baixo, backing vocais (2011–2012)
- Rich Ward - guitarra base (2011–2012)

## Discografia

### Álbuns
- Omertà (2012)
- Men of Honor (2014)
- We the People (2017)

### EPs

#### Adrenaline Mob (EP)
Adrenaline Mob foi lançado em 9 de agosto de 2011.
Todas as letras por Russell Allen e Mike Orlando; todas as músicas por Russell, Mike e Mike Portnoy, exceto onde especificado.
1. "Psychosane" - 4:38
2. "Believe Me" - 3:58
3. "Hit the Wall" - 6:25
4. "Down to the Floor" - 3:45
5. "The Mob Rules" (letra: Ronnie James Dio; música: Ronnie James Dio, Tony Iommi, Geezer Butler) - 3:16

#### Covertá(EP)
EP contendo covers de bandas que influenciam o som do Adrenaline Mob.
1. "High Wire" (cover do Badlands)
2. "Stand Up And Shout" (cover do Dio)
3. "Break On Through" (cover do The Doors)
4. "Romeo Delight" (cover do Van Halen)
5. "Barracuda" (cover do Heart)
6. "Kill The King" (cover do Rainbow)
7. "The Lemon Song" (cover do Led Zeppelin)
8. "The Mob Rules" (cover do Black Sabbath)